# Mimobolbus zavattarii
Mimobolbus zavattarii là một loài bọ cánh cứng trong họ Geotrupidae. Loài này được Muller miêu tả khoa học năm 1941.